# Ялос (Ялта)
Футбольний клуб «Ялос» — колишній український футбольний клуб з міста Ялти Автономної Республіки Крим.

## Історія
Ідея створення професійного клубу в Ялті належала віце-президенту АТЗТ ФК «Таврія» Анатолію Заяєву. Ця ідея також була підтримана керівництвом міста в особі мера Ялти Сергія Брайка. До команди було підібрано кваліфікованих виконавців. Головним тренером став Олександр Гайдаш. «Ялос» взяв участь у Чемпіонаті України серед аматорів 2005 року. Після групового етапу цього турніру ялтинці знялися з розіграшу, тому що отримали статус професійного клубу та заявились на Чемпіонат України серед команд другої ліги. За підсумками сезону 2005/06 ялтинці зайняли високе четверте місце в своїй групі Другої ліги. Цей перший на професійному рівні сезон став для «Ялоса» одночасно і останнім. Керівники команди втратили інтерес до свого дітища.

## Всі сезони в незалежній Україні
| Сезон | Етап     | Група | Місце | Ігри | В | Н | П | РМ   | Очки |
| 2005  | Груповий | В     | 2 з 5 | 8    | 4 | 2 | 2 | 9−11 | 14   |

| Сезон   | Чемпіонат України | Чемпіонат України | Чемпіонат України | Чемпіонат України | Чемпіонат України | Чемпіонат України | Чемпіонат України | Чемпіонат України | Кубок України | Кубок України | Кубок України | Кубок України | Кубок України | Кубок України | Кубок України |
| Сезон   | Ліга              | Місце             | Ігри              | В                 | Н                 | П                 | РМ                | Очки              | Етап          | Ігри          | В             | Н             | П             | РМ            |               |
| 2005/06 | Друга Група Б     | 4 з 15            | 28                | 12                | 7                 | 9                 | 28−27             | 43                | 1/16 фіналу   | 3             | 2             | 0             | 1             | 4−1           |               |

## Тренери
- Іван Марущак[1]
- Олександр Гайдаш[1]